# Liste der Bodendenkmale in Salzwedel
In der Liste der Bodendenkmale in Salzwedel sind alle Bodendenkmale der Hansestadt Salzwedel und ihrer Ortsteile aufgelistet. Grundlage ist die Auflistung von Johannes Schneider aus dem Jahr 1986. Die Baudenkmale sind in der Liste der Kulturdenkmale in Salzwedel aufgeführt.
| Denkmal-ID | Fundart     | Ortsteil    | Bezeichnung                              | Zeitstellung | Lage                                       | Bemerkungen                           | Bild |
| ---------- | ----------- | ----------- | ---------------------------------------- | ------------ | ------------------------------------------ | ------------------------------------- | ---- |
| ?          |             | Cheine      | Grabhügel                                |              | Am Waldrand ()                             |                                       |      |
| ?          |             | Dambeck     | Abgetragene Niederungsburg               |              | Nordwestlich des Orts (Lage)               |                                       |      |
| ?          |             | Darsekau    | Niederungsburg                           |              | Nordöstlich des Orts ()                    |                                       |      |
| ?          |             | Langenapel  | Überbaute Burganlage, ehemaliges Gut     |              | Südwestecke des Orts (Lage)                |                                       |      |
| ?          |             | Osterwohle  | Überbaute Wasserburganlage „Zieskenburg“ |              | Südostecke des Orts, an der Kirche (Lage)  |                                       |      |
| ?          |             | Rockenthin  | Grabhügel, ca. 9                         |              | Im Wald, nordöstlich des Orts (Lage)       |                                       |      |
| ?          |             | Salzwedel   | Burgreste                                |              | Talsandinsel, Nordteil der Altstadt (Lage) |                                       |      |
| ?          |             | Salzwedel   | Überbaute Burganlage, Propstei Salzwedel |              | Talsandinsel, Südteil der Altstadt (Lage)  | Jetzt Johann-Friedrich-Danneil-Museum |      |
| ?          | Befestigung | Stappenbeck | Niederungsburgwall „Schulenburg“         |              | Westlich des Orts (Lage)                   | Grabung 1836                          |      |
| ?          |             | Tylsen      | Wasserburg, mehrteilige Anlage, überbaut |              | Nordwestecke des Orts (Lage)               |                                       |      |
| ?          |             | Tylsen      | Wüstung Werle mit Burgstelle             |              | Westlich des Orts (Lage)                   |                                       |      |